# Sayn-Wittgenstein-Vallendar
Sayn-Wittgenstein-Vallendar fou un comtat del Sacre Imperi Romanogermànic creat com a partició de Sayn-Wittgenstein-Wittgenstein; fou heretat per Sayn-Wittgenstein-Hohnstein el 1775.

## Comtes de Sayn-Wittgenstein-Vallendar (1657–1775)
- Frederic Guillem (1657–1685|85)
- Joan Frederic (1685–1718)
- Francesc Frederic Hug (1718–1769)
- Joan Guillem (1718–1775|75)